# Unterkaka
Unterkaka is een plaats en voormalige gemeente in de Duitse deelstaat Saksen-Anhalt, en maakt deel uit van de gemeente Meineweh in de Landkreis Burgenlandkreis.
Unterkaka telt 318 inwoners.

## Geschiedenis
De gemeente is op 1 januari 2010 met Meineweh en Pretzsch gefuseerd onder de naam Anhalt Süd. Op 1 augustus 2011 is de naam van de gemeente gewijzigd van Anhalt Süd in Meineweh.